# 博爾索弗 (英國國會選區)

選區在德比郡的位置

博爾索弗（英語：Bolsover），英國國會一郡選區，位於德比郡東北部，包括博爾索弗全部和德比郡東北東部的四個地方選區。
本區始設於1950年，原為工黨的鐵票區，而且六十年來只產生了兩任議員。至在2019年大選中，任凡四十九年的當區議員丹尼斯·斯金納意外敗予保守黨候選人。